# Municipio de Beaver Creek (Carolina del Norte)
El municipio de Beaver Creek (en inglés: Beaver Creek Township) es un municipio ubicado en el  condado de Wilkes en el estado estadounidense de Carolina del Norte. En el año 2010 tenía una población de 600 habitantes.

## Geografía
El municipio de Beaver Creek se encuentra ubicado en las coordenadas 36°4′31.47″N 81°21′10.33″O / 36.0754083, -81.3528694.